# 22. november
22. november je 326. dan leta (327. v prestopnih letih) v gregorijanskem koledarju. Ostaja še 39 dni.

## Dogodki
- 1497 – Vasco da Gama obpluje Rt dobrega upanja
- 1701 – ustanovljena Academia philharmonicorum v Ljubljani
- 1906 – znak SOS sprejet kot mednarodni znak za klic v sili
- 1927 – podpis »prijateljske pogodbe« med Albanijo in Italijo
- 1943 – začetek kitajsko-ameriško-britanske konference v Kairu
- 1944 – Sovjetske enote obkolijo Budimpešto
- 1963 – v Dallasu je bil v atentatu ubit ameriški predsednik John F. Kennedy
- 1990 – Margaret Thatcher odstopi s položaja predsednice vlade Združenega kraljestva
- 2004 – pričetek »oranžne revolucije« v Ukrajini
- 2005 – Angela Merkel nastopi mandat nemške kanclerke

## Rojstva
- 1638 – Krištof Cellarius,  nemški klasični učenjak († 1707)
- 1643 – René Robert Cavelier, Sieur de La Salle, francoski trgovec, raziskovalec († 1687)
- 1710 – Wilhelm Friedemann Bach, nemški orglar († 1784)
- 1753 – Dugald Stewart, škotski filozof († 1828)
- 1819 – George Eliot, angleška pisateljica († 1880)
- 1863 – Qi Baishi, kitajski slikar († 1957)
- 1867 – Joseph Maria Olbrich, nemški arhitekt († 1908)
- 1869 – André Gide, francoski pisatelj, nobelovec 1947 († 1951)
- 1877 – Endre Ady, madžarski pesnik († 1919)
- 1881 –

- Marija Grošelj, slovenska učiteljica in pisateljica († 1961)
- Marija Vera, slovenska gledališka igralka in režiserka († 1954)

- 1890 – Charles de Gaulle, francoski predsednik († 1970)
- 1896 – Metod Badjura, slovenski filmski režiser († 1971)
- 1901 – Joaquín Rodrigo, španski skladatelj († 1999)
- 1909 – Mikhail Mil, ruski konstruktor helikopterjev († 1970)
- 1913 – Benjamin Britten, angleški skladatelj, pianist († 1976)
- 1917 – Andrew Huxley, angleški fiziolog in biofizik, nobelovec 1963 († 2012)
- 1925 – Miki Muster, slovenski kipar, ilustrator, animator († 2018)
- 1955 – Milan Bandič, hrvaški politik in župan Zagreba († 2021)
- 1958 – Jamie L. Curtis
- 1967 – Boris Becker, nemški tenisač
- 1976 – Ville Valo, finski pevec

## Smrti
- 1249 – as-Salih Ajub, ajubidski sultan Egipta (* 1205)
- 1286 – Erik V., danski kralj (* 1249)
- 1294 – Štefen iz Besançona, mojster dominikancev (* 1250)
- 1307 – Diether von Nassau, trierski nadškof, knez-elektor (* 1250)
- 1318 – Mihajl Jaroslavič, knez Tvera, vladimirski veliki knez (* 1271)
- 1392 – Robert de Vere, angleški plemič, vojvoda Irske, 9. grof Oxford (* 1362)
- 1610 – Uraz Mohamed, kan Kasimskega kanata (* neznano)
- 1774 – baron Robert Clive, angleški kolonialni upravitelj (* 1725)
- 1800 – Salomon Maimon, nemško-judovski filozof (* 1754)
- 1900 – sir Arthur Seymour Sullivan, britanski skladatelj (* 1842)
- 1907 – Asaph Hall, ameriški astronom (* 1829)
- 1916 – Jack London, ameriški pisatelj (* 1876)
- 1921 – Émile Boutroux, francoski filozof (* 1845)
- 1944 – sir Arthur Stanley Eddington, angleški fizik, astronom, astrofizik, matematik, popularizator znanosti (* 1882)
- 1953 – Etbin Kristan, slovenski politik, pisatelj (* 1867)
- 1954 – Andrej Januarjevič Višinski, sovjetski pravnik, diplomat, državnik (* 1883)
- 1963 – John Fitzgerald Kennedy, ameriški politik in predsednik (* 1917)
- 1963 – Aldous Leonard Huxley, angleški pisatelj (* 1894)
- 1963 – J. D. Tippit, ameriški policist (* 1924)
- 1974 – Gerald Maurice Clemence, ameriški astronom (* 1908)
- 1980 – Mae West, ameriška filmska igralka (* 1893)
- 1988 – Erich Fried, avstrijski pesnik, prevajalec in esejist (* 1921)
- 1993 – John Anthony Burgess Wilson, angleški pisatelj (* 1917)
- 1997 – Michael Hutchence, avstralski rockerski pevec (INXS) (* 1960)